# Alcidion chryseis
Alcidion chryseis là một loài bọ cánh cứng trong họ Cerambycidae.